# Dendrochilum trusmadiense
Dendrochilum trusmadiense är en orkidéart som beskrevs av Jeffrey James Wood. Dendrochilum trusmadiense ingår i släktet Dendrochilum och familjen orkidéer. Inga underarter finns listade i Catalogue of Life.